# Ілія (село)
Ілія (словац. Ilija) — село в окрузі Банська Штявниця Банськобистрицького краю Словаччини. Станом на січень 2017 року в селі проживало 337 людей.

## Населення
| Рік:            | 1994. | 2004. | 2014.   | 2024.   |
| --------------- | ----- | ----- | ------- | ------- |
| Кількість осіб: | 360   | 324   | 342     | 350     |
| Різниця:        |       | -10 % | +5,55 % | +2,33 % |

| Рік:            | 2023. | 2024.   |
| --------------- | ----- | ------- |
| Кількість осіб: | 358   | 350     |
| Різниця:        |       | -2,23 % |